# سفادلفاري

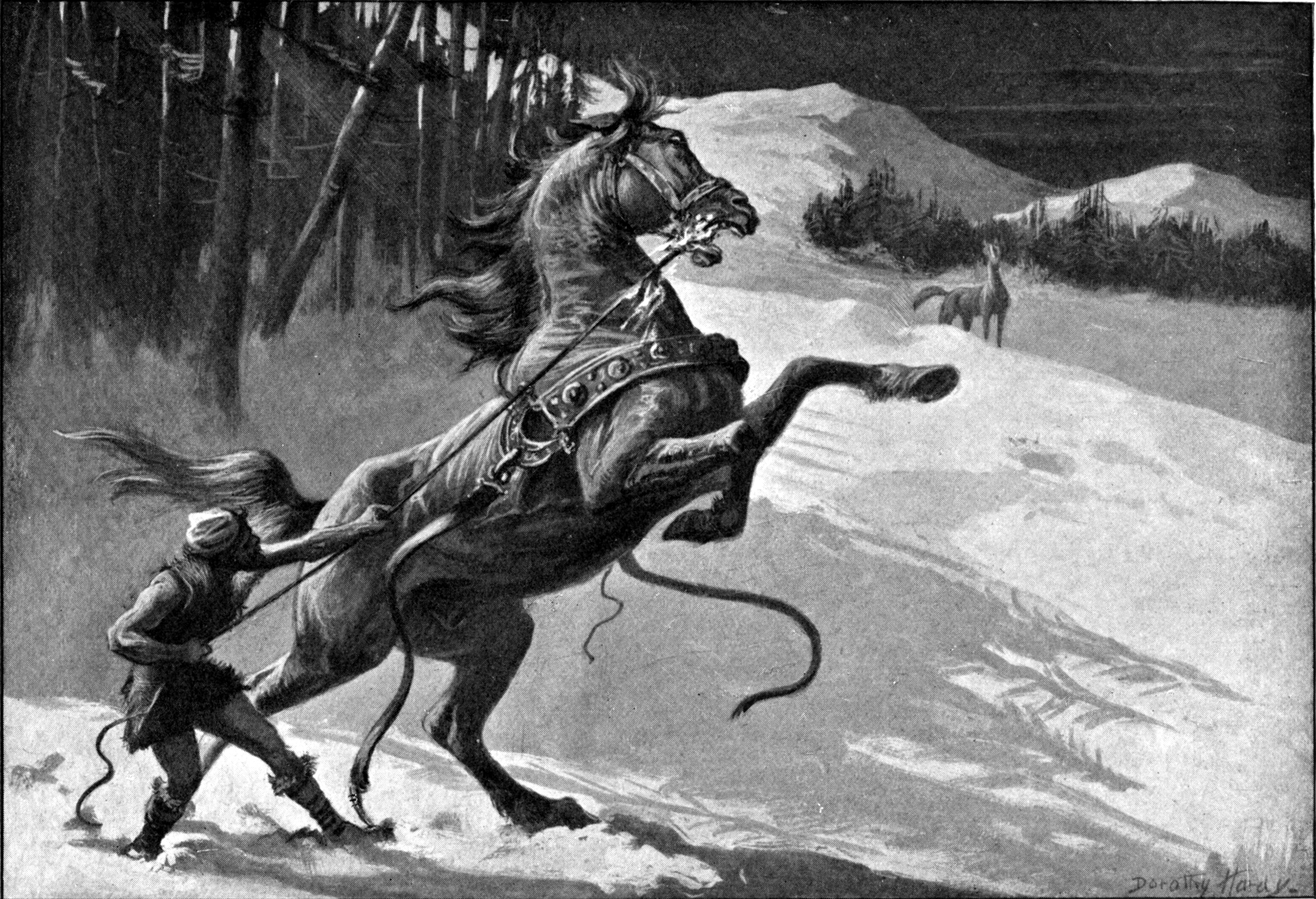
صورة تمثيلية لكل من لوكي مع الحصان سفادلفاري

سفادلفاري (Svadilfari) هو الحصان السحري الذي استخدمه هيرمثرس لبناء أسكارد. تم إغواء سفادلفاري بواسطة لوكي عندما تنكر على هيئة إنثى حصان مما جعله يهرب وأدى ذلك لخسارة هيرمثرس لأجره الموعود من آلهة الآسر.
عاد لوكي بعد بضعة أشهر ومعه مُهر له 8 أرجل يدعى سلبينير.